# Barbus tetraspilus
Barbus tetraspilus är en fiskart som beskrevs av Pfeffer, 1896. Barbus tetraspilus ingår i släktet Barbus och familjen karpfiskar. IUCN kategoriserar arten globalt som otillräckligt studerad. Inga underarter finns listade.